# Иван Кочев (езиковед)
Вижте пояснителната страница за други личности с името Иван Кочев.
Иван Юстинианов Кочев е български езиковед, диалектолог и фонолог.

## Биография
Иван Кочев е роден на 2 февруари 1935 г. в Поморие, в родолюбиво семейство на учител, преселник от град Струга, Македония. Потомък е на известните възрожденски фамилии Хаджови и Миладинови. Завършва българска филология през 1957 г. в Софийския държавен университет. През 1957–1960 г. е редовен аспирант в Института за български език при Българската академия на науките с научен ръководител проф. Стойко Стойков. Защитава дисертация през 1974 г. През 1975 г. се хабилитира в БАН, като същевременно чете лекции по българска диалектология в Софийския университет. От 1995 г. е професор в Югозападния университет „Неофит Рилски“, в Катедрата по български език, където чете курс по българска диалектология, както и редица други курсове.
Основни научни области, в които работи, са: българска диалектология, българска фонология и фонетика, балканско и славянско езикознание. Съавтор и редактор в „Български диалектен атлас“ (т. 1 – 1964), т. 2 (1966), т. 3 (1975), т. 4 (1981). Отговорен редактор на Български диалектен атлас. Обобщаващ том. Ч. I–III. Фонетика. Акцентология. Лексика. София (2001). Участвал е в международни славистични, балканистични и българистични конгреси, както и на Световния конгрес на лингвистите в Букурещ.
Работи в Института за български език при БАН до 1995 година. Ръководител на Секцията за български диалектология и лингвистична география. Заместник-директор е на Института (1978–1988).
Избиран е за заместник-директор на Македонския научен институт (1990-2008).
През 2011 година е удостоен със званието Почетен гражданин на Поморие.
Негова дъщеря е проф. д-р Ана Кочева – лингвист и диалектолог.
Умира на 31 октомври 2021 година в София.

## Основни трудове
- Гребенският говор в Силистренско (с особен оглед към лексикалната му система) [Texte imprimé] / Българска академия на науките, Институт за български език / София: Изд. на Българската академия на науките, 1969
- Български диалектен атлас. Т. 1, 2, 3, 4 (1964–1990) – в съавторство
- Български диалектен атлас. Обобщаващ том. Ч. I–III. Фонетика. Акцентология. Лексика. (отговорен редактор Ив. Кочев), София, Книгоизд. къща „Труд“, 2001 (колектив)
- Диалектни категории и типове при словообразуването на съществителното име. – Известия на Института за български език, 1979
- Българска фонология. Вокално-консонантното взаимодействие и смяната на корелативните отношения във фонологичните системи на българския език. Т. 1. София, 2010